# Selaginella myosurus
Selaginella myosurus là một loài dương xỉ trong họ Selaginellaceae. Loài này được Alston mô tả khoa học đầu tiên.